# L'Oreal Hair Zone tour
L'Oreal Hair Zone Mall Tour è il primo tour promozionale della cantante Britney Spears. Il tour è stato sponsorizzato da L'Oréal. 
Il piccolo tour promozionale ha attraversato il Nord America nel 1998. Queste esibizioni sono servite per far conoscere Britney al pubblico e hanno preceduto l'imminente lancio del suo disco di debutto ...Baby One More Time.

## Scaletta
1. (You Drive Me) Crazy
2. Sometimes
3. Thinkin' About You
4. Deep in My Heart
5. Born to Make You Happy
6. ...Baby One More Time